# 트랜스포머: 최후의 기사
《트랜스포머: 최후의 기사》(영어: Transformers: The Last Knight)는 2017년에 개봉한 해즈브로의 트랜스포머를 원작으로 개발(development)된 미국의 SF 액션 영화이다. 《트랜스포머 영화 시리즈》의 5 번째 작품이며 2014년 《트랜스포머: 사라진 시대》의 후속작이다. 마이클 베이가 감독을 맡은 이 영화는 마크 월버그가《트랜스포머: 사라진 시대》에 이어 출연했으며, 조시 더멜과 존 터투로도 본 트릴로지에서 맡았던 배역으로 재등장했고 앤서니 홉킨스가 새롭게 합류를 하였다. 베이와 월버그는 이 영화가 이 영화 프랜차이즈에서 그들의 마지막 작품이 될것이라는 것을 밝혔다.

## 줄거리
트랜스포머의 고향 사이버트론의 재건을 위해 지구에 있는 고대 유물을 찾아나선 옵티머스 프라임은 악의 세력들에 의해 세뇌되어 네메시스 프라임이 되었고, 인류와 피할 수 없는 갈등을 빚으며 오랜 동료 범블비와도 치명적인 대결을 해야만 한다.

## 출연진
- 마크 월버그 - 케이드 예거 역
- 앤서니 홉킨스 - 에드먼드 버턴 역
- 조시 더멜 - 윌리엄 레녹스 역
- 로라 해덕 - 비비안 웸블리 역
- 이저벨라 모너 - 이저벨라 역
- 스탠리 투치 - 멀린 역
- 존 터투로 - 시무어 시먼스 역
- 제러드 카마이클 - 지미 역
- 산티아고 카브레라 - 산토스 역
- 글렌 모샤워 - 모샤워 장군 역
- 리엄 개리건 - 아서왕 역
- 미치 필레지 - TRF 리더 역
- 제마 찬 - 퀸테사 역

타이리스 깁슨이 로버트 엡스 역으로 다시 캐스팅 되었으나 영화에 등장하지 않았다. 니컬라 펠츠는 《트랜스포머: 사라진 시대》에서 오토봇을 도와주던 케이드의 딸 테사 예거 역을 목소리로만 재출연했다. 샤이아 러버프는 버턴의 저택의 사진으로 출연했다.

### 트랜스포머

#### 오토봇
- 피터 컬런 - 옵티머스 프라임 / 네메시스 프라임 역
- 에릭 아달 - 범블비 역
- 와타나베 켄 - 드리프트 역
- 오마르 시 - 핫 로드 역
- 짐 카터 - 코그맨 역
- 존 디마지오 - 크로스헤어스 역
- 존 굿먼 - 하운드 역
- 리노 윌슨 - 스퀵스 역
- 스티븐 바 - 발리봇 역
- 톰 케니 - 윌리 역
- 프랭크 웰커 - 캐노피 역
- 스티브 부세미 - 데이트레이더 역
- 마크 라이언 - 워독 역

#### 디셉티콘
- 프랭크 웰커 - 메가트론 역
- 존 디마지오 - 니트로 제우스 / 온슬로트 역
- 제스 하넬 - 바리케이드 역
- 리노 윌슨 - 모호크 역
- 스티븐 바 - 버서커 역

## 플롯
사이버트론(Cybertron)쪽에서 부르는 지구의 또다른 명칭은 유니크론(Unicron)이다. 선사시대이전부터 유니크론은 지구와 함께 사이버트론과 쿠인테사(Quintessa 또는 the Prime of Life)사이에서 쿠인테사의 적수였다. 한때 옵티머스 프라임(Optimus Prime)은 쿠인테사에 의해 세뇌당해 네메시스 프라임(Nemesis Prime)으로 불리며 조종당한적이 있다.